# جان، پادشاه انگلستان
جان، پادشاه انگلستان (به انگلیسی: John, King of England) که با نام جان لکلند (به انگلیسی: John Lackland) نیز شناخته می‌شود، فرزند هنری دوم و الینور د اکیتن و برادر ریچارد اول (ریچارد شیردل) از شاهان دودمان پلانتاژنه انگلستان بود که در سال ۱۱۹۹، پس از برادرش ریچارد، با حمایت مادرش الینور به پادشاهی رسید و همچون برادرش امور کمتر در دستانش بود و تمام اختیارات فرمانروایی خود را به مادرش داده بود. شهرت وی بیشتر بخاطر افسانه رابین هود و امضای ماگنا کارتا - سندی فئودالی که شاه را محدودتر کرده و به بارون‌های شاه حق مشورت در شورای کبیر انگلستان را می‌داد - می‌باشد. وی در سال ۱۲۱۶ درگذشت و سلطنتش را برای فرزندش، هنری سوم به ارث گذاشت
.

## کودکی
کودکی جان دوران پرتلاطمی بود. از یک طرف برادران بزرگترش به تحریک برخی از جمله الینور د آکیتن - مادرشان - علیه شاه هنری دوم - پدرشان - شورش کرده بودند و از سوی دیگر الینور به دستور هنری در سال ۱۱۷۳، زمانی که جان ۵ سال بیشتر نداشت، زندانی شد.

## غیبت ریچارد
پس از عزیمت ریچارد اول، برادر جان و پادشاه وقت انگلستان، جان کوشش زیادی برای برکناری ویلیام لانگچمپ - دادرس عالی لندن - کرد که نامبرده از گماشتگان ریچارد بوده است.
ریچارد در راه بازگشت به انگلستان توسط لئوپولد پنجم، دوک اتریش گروگان گرفته شد و به هاینریش ششم امپراتور مقدس روم تحویل داده شد. هاینریش درخواست غرامتی دو برابر درآمد سالانه انگلستان کرد. جان و فیلیپ اوگوست از او تقاضا کردند که تا حد ممکن در آزادی ریچارد تعلل کند، ولی او نپذیرفت و به محض دریافت غرامت از الینور آکیتن مادر ریچارد و جان (که هزینه را از طریق جواهرات سلطنتی‌اش تأمین کرده بود) ریچارد را آزاد کرد.
این ماجراها تأثیر زیادی در بدنمایی جان در داستان رابین هود گذاشته است.

## شورش بارون‌ها
شاه جان، به دلیل هزینه زیاد جنگ با فیلیپ دوم پادشاه فرانسه -(فیلیپ اوگوست)- و خزانه خالی به جا مانده از ریچارد اول، شروع به جمع‌آوری مالیات زیاد از واسال‌هایش کرد. بارون‌ها که از این امر ناخشنود بودند، نارضایتی خود را پس از شکست جان از فیلیپ با شورش خود نشان دادند. شاه جان سرانجام مغلوب بارون‌ها شده و فرمان کبیر یا مگنا کارتا را امضا کرد.

## نمایشنامه شکسپیر
شاه جان (کینگ جان) نمایشنامه‌ای از ویلیام شکسپیر است که احتمالاً در سال‌های ۱۵۹۱–۱۵۹۰ نوشته شده است.
شاه جان از نظر توالی زمانی نخستین نمایشنامه تاریخی شکسپیر است و فاصلهٔ پادشاهی جان در ۱۱۹۹ تا یک سال پس از مرگ او در ۱۲۱۷ را در بر می‌گیرد، دوره‌ای که انگلستان بخش عظیمی از فرانسه را در تصرف خود داشت و جان -کوچک‌ترین برادر ریچارد اول، کوردولیون- نه تنها به عنوان پادشاه انگلستان و ایرلند بلکه همچنین به عنوان دوک نرماندی، آنجو، مین، تورین و آکیتن تاج گذاری کرده بود.
شکسپیر در نمایشنامهٔ خود جهانی دژخو را تصویر می‌کندکه در آن همه چیز سیاسی است: حتی مصالح یا تسهیلات، چنان‌که در گفتاری آتشین و نیشدار توصیف می‌شود. کاراکترها به غیرانسانی‌ترین شکل ممکن تقریباً همگی فرصت طلب و حتی آدمکش اند و هرگونه آتش‌بس و پیمانی را با بی‌تفاوتی تمام می‌شکنند. میسفیلد با دقت نظر دربارهٔ جان می‌گوید: «او به پسر برادر، به عقاید خود، به آرمان انگلیسی و حتی به سوگند پادشاهی خود خیانت می‌کند».
دکتر جانسن دربارهٔ شاه جان نوشته: «این نمایشنامه اثر متنوعی است با تقابل بسیار دلپذیر حوادث» و در ادامه می‌گوید: «اما با همهٔ توانایی‌ها شکسپیر نوشته نشده است»
موضوع شاه جان دسیسه‌های سیاسی است، اما جالب این که به اثری میهن پرستانه مشهور شده است. علت آن است که تعدادی جملهٔ شعار کونه در نمایش وجود دارد.